# Lagardiolle
Lagardiolle é uma comuna francesa na região administrativa da Occitânia, no departamento de Tarn. Estende-se por uma área de 10.25 km², e possui 235 habitantes, segundo o censo de 2018, com uma densidade de 23 hab/km².